# Sint-Annakapel (Merselo)

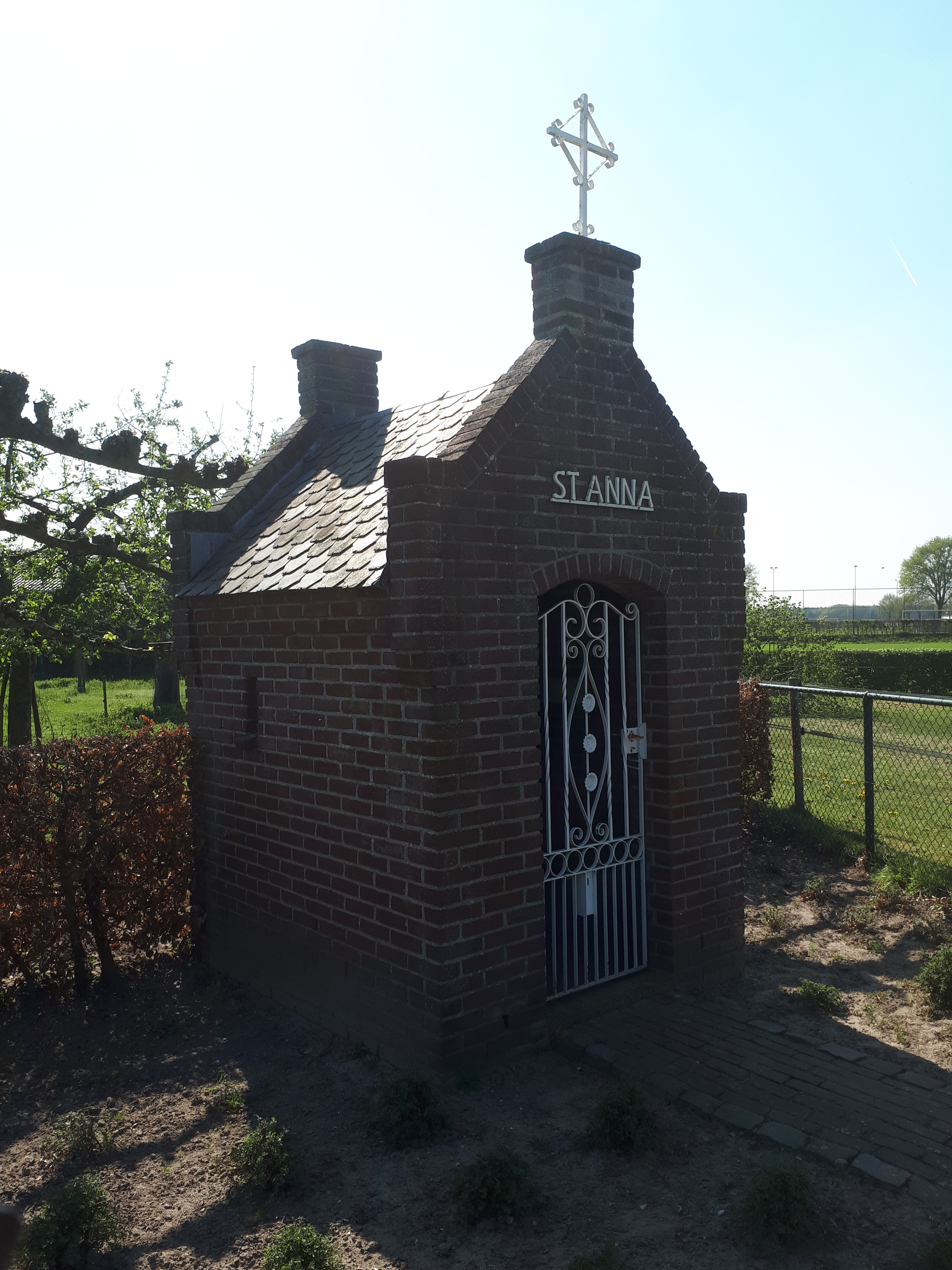
De Sint-Annakapel

De Sint-Annakapel is een kapel in Merselo in de Nederlands Noord-Limburgse gemeente Venray. De kapel staat aan de noordrand van het dorp aan de straat Kleindorp
De kapel is gewijd aan Sint-Anna.

## Geschiedenis
In de middeleeuwen werd de kapel gebouwd.
In 1944 raakte de kapel tijdens de Tweede Wereldoorlog zwaar beschadigd. Na de oorlog werd de kapel door buurtbewoners herbouwd, waarbij de eerstesteenlegging plaatsvond op 10 juni 1950. Op 26 juli 1950 werd op de naamdag van Sint-Anna de kapel opnieuw ingezegend.

## Bouwwerk
De bakstenen kapel wordt gedekt door een verzonken zadeldak met leien. In de beide zijgevels is een smal venster aangebracht. De frontgevel en achtergevel zijn een tuitgevel met verbrede aanzet, waarbij bovenop de frontgevel een wit smeedijzeren kruis geplaatst is. In de frontgevel bevindt zich de segmentboogvormige toegang tot de kapel die wordt afgesloten met een wit ijzeren hek. Boven de ingang is met witte smeedijzeren letters een tekst aangebracht: ST.ANNA.
Van binnen is de kapel uitgevoerd in bakstenen en is er een gedenksteen aangebracht die aan de eerstesteenlegging herinnert met de datum 10 juni 1950. In de achterwand is een rechthoekige nis gemaakt die wordt afgesloten met een deurtje van traliewerk en glas. In de nis staat een kopie van het originele beeld van de heilige Anna die haar dochter op haar arm draagt.